# Micropterix sikhotealinensis
Micropterix sikhotealinensis és una espècie d'arna de la família Micropterigidae. Va ser descrita per Ponomarenko & Beljaev, l'any 2000.
Aquesta espècie es pot trobar a Rússia.